# The Secret Woman
The Secret Woman er en britisk stumfilm fra 1918 af A. E. Coleby.

## Medvirkende
- Maud Yates - Anne Redvers
- Janet Alexander - Salome Westaway
- Henry Victor - Jesse Redvers
- A. E. Coleby - Anthony Redvers
- Olive Noble - Barbara Westaway